# Барзи-ан-Тьераш
Барзи-ан-Тьера́ш (фр. Barzy-en-Thiérache) — коммуна во Франции, находится в регионе Пикардия. Департамент коммуны — Эна. Входит в состав кантона Гюиз. Округ коммуны — Вервен.
Код INSEE коммуны — 02050.

## Население
Население коммуны на 2010 год составляло 306 человек.
| 1962 | 1968 | 1975 | 1982 | 1990 | 1999 | 2010 |
| ---- | ---- | ---- | ---- | ---- | ---- | ---- |
| 413  | 405  | 335  | 317  | 308  | 313  | 306  |

## Экономика
В 2010 году среди 183 человек трудоспособного возраста (15—64 лет) 131 были экономически активными, 52 — неактивными (показатель активности — 71,6 %, в 1999 году было 61,7 %). Из 131 активных жителей работали 115 человек (62 мужчины и 53 женщины), безработных было 16 (6 мужчин и 10 женщин). Среди 52 неактивных 8 человек были учениками или студентами, 27 — пенсионерами, 17 были неактивными по другим причинам.